# 薩弗恩 (紐約州)
薩弗恩（英語：Suffern）是位於美國紐約州羅克蘭縣的村。

## 人口
根據2020年美國人口普查的數據，薩弗恩的面積為5.52平方千米，當中陸地面積為5.43平方千米，而水域面積為0.08平方千米。當地共有人口11402人，而人口密度為每平方千米2,066人。